# اچ‌ام‌ای‌اس وواک (ال ۱۳۰)
اچ‌ام‌ای‌اس وواک (ال ۱۳۰) (به انگلیسی: HMAS Wewak (L 130)) یک کشتی است که طول آن ۴۴٫۵ متر (۱۴۶ فوت) می‌باشد. این کشتی در سال ۱۹۷۲ ساخته شد.